# Clinique du Pré
Pour les articles homonymes, voir Pré (homonymie).
La Clinique du Pré est un établissement médico-chirurgical privé de santé pluridisciplinaire situé au Mans (Sarthe) faisant partie du groupe Vivalto Santé. Le site se situe proche du pôle universitaire. 
Elle comporte 147 lits d'hospitalisation et 60 lits de chirurgie ambulatoire.

## Historique
- 1837 : Construction place du Pré, dans les dépendances de l'Abbaye du Pré, d'une maison de retraite et d'une école avec orphelinat tenues par les Sœurs de la Charité de la Providence de Ruillé-sur-Loir.
- 1903 : Fermeture des établissements et création d'une clinique de chirurgie, qui ouvre en 1908.
- de 1940 à 1982 : Développement et agrandissement de la clinique, avec en particulier une maternité qui fonctionnera entre 1954 et 1973.
- 1986 : La congrégation vend ses parts aux praticiens de la clinique.
- 1996 : Regroupement avec la clinique Pasteur
- 1998 : Extension de la clinique du Pré et transfert de la clinique Pasteur sur le site.
- 2000 : Création du Centre de la Main et agrandissement de la clinique de jour (hospitalisations en secteur ambulatoire)